# Caragobius rubristriatus
Caragobius rubristriatus is een straalvinnige vissensoort uit de familie van grondels (Gobiidae). De wetenschappelijke naam van de soort is voor het eerst geldig gepubliceerd in 1889 door Saville-Kent.